# Diatraea grandiosella
Diatraea grandiosella là một loài bướm đêm trong họ Crambidae.

## Hình ảnh

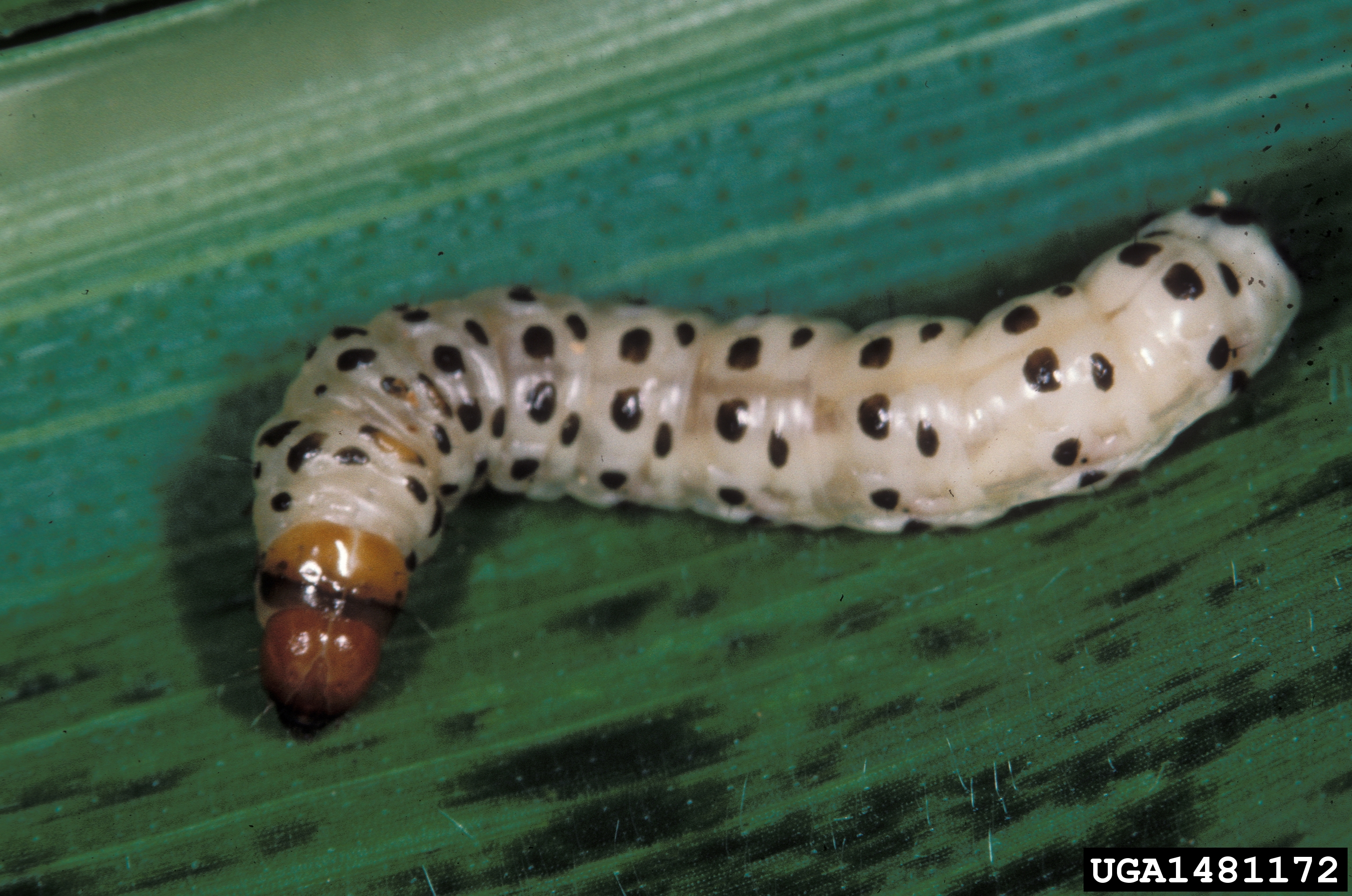